# Lewiston Woodville
Pour les articles homonymes, voir Woodville.
Lewiston Woodville est une ville située dans le comté de Bertie, en Caroline du Nord.
Elle est le siège de Perdue Farms Inc, une des plus grandes industries agro-alimentaires de Caroline du Nord, spécialisée dans l'élevage de poulets.

## Géographie
D'après le bureau du recensement des États-Unis, la ville a une superficie de 5,1 km2 dont 0,5 % sont en eau.

### Démographie
Au recensement de 2000, la population était de 613 habitants avec 239 ménages et 152 familles résidentes. La densité de population était de 120,1 hab/km2.
La répartition ethnique était de 32,46 % d'Euro-Américains, 66,72 % d'Afro-Américains et 0,16 % d'Asio-Américains. 31,5 % de la population se trouvait sous le seuil de pauvreté.

## Source
- (en) Cet article est partiellement ou en totalité issu de l’article de Wikipédia en anglais intitulé « Lewiston Woodville, North Carolina » (voir la liste des auteurs).